# Liste der Baudenkmäler in Freyung
Auf dieser Seite sind die Baudenkmäler in der niederbayerischen Stadt Freyung zusammengestellt. Diese Tabelle ist eine Teilliste der Liste der Baudenkmäler in Bayern. Grundlage ist die Bayerische Denkmalliste, die auf Basis des Bayerischen Denkmalschutzgesetzes vom 1. Oktober 1973 erstmals erstellt wurde und seither durch das Bayerische Landesamt für Denkmalpflege geführt wird. Die folgenden Angaben ersetzen nicht die rechtsverbindliche Auskunft der Denkmalschutzbehörde.
 Die Liste gibt den Fortschreibungsstand vom 3. Juli 2018 wieder und umfasst 67 Baudenkmäler.

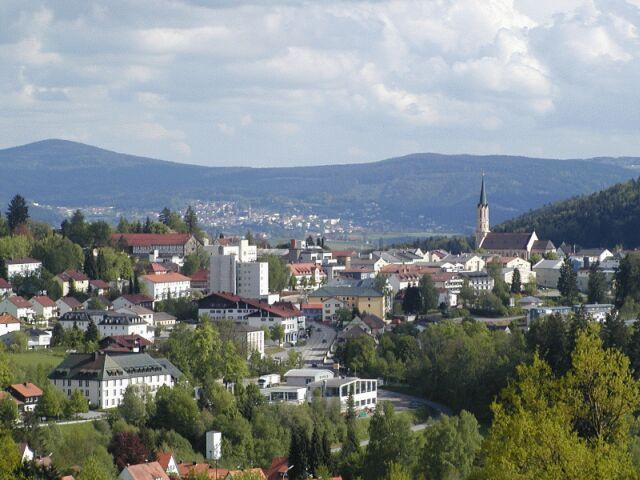
Blick vom Steinberg auf Freyung

## Baudenkmäler nach Ortsteilen

### Freyung
| Lage                                                                | Objekt                                                              | Beschreibung | Akten-Nr.               | Bild                                       |
| ------------------------------------------------------------------- | ------------------------------------------------------------------- | --- | ----------------------- | ------------------------------------------ |
| Abteistraße 8 (Standort)                                            | Schramlhaus                                                         | Vierseithof mit Wohnhaus, zweigeschossiger Halbwalmdachbau, Erdgeschoss großteils massiv, darüber Blockbau, Giebelschrot mit Rundbalustern, Anfang 18. Jahrhundert; Stadel, eingeschossiger Flachsatteldachbau, Holzständerwerk mit Verbretterung, 18./19. Jahrhundert; Stall, zweigeschossiger Flachsatteldachbau, Erdgeschoss massiv, darüber Holzständerwerk, 18./19. Jahrhundert; Remise, mit Hühnerstall und Abtritt, eingeschossiger Pultdachbau, Holzständerwerk, 18./19. Jahrhundert. | D-2-72-118-2 Wikidata   | weitere Bilder                             |
| Abteistraße 22; 23 (Standort)                                       | Katholischer Pfarrhof                                               | Geschlossene Hofanlage. Hauptgebäude, zweigeschossiger Walmdachbau mit Putzgliederungen, zur Nordseite Nischenfiguren heiliger Sebastian und heiliger Florian, 1730, Dach erneuert; mit Ausstattung; ehemaliger Stall, zweigeschossiger Satteldachbau, Bruchsteinmauerwerk in Breitfugentechnik, Mitte 19. Jahrhundert; Wirtschaftsgebäude, zweigeschossiger Satteldachbau, Erdgeschoss zum Teil massiv, ansonsten Holzständerwerk mit Verbretterung, Mitte 19. Jahrhundert; Hofmauer mit Einfahrtstoren, Mitte 19. Jahrhundert. | D-2-72-118-3 Wikidata   | Katholischer Pfarrhof                      |
| Bahnhofstraße 15 (Standort)                                         | Amtsgericht                                                         | Dreigeschossiger Steildachbau mit drei Schweifgiebeln, polygonaler Erkerturm mit Glockenhaube, Neurenaissance, Ende 19. Jahrhundert; Garteneinfriedung, gemauerte Steinpfeiler, mit eisernen Gittern in Jugendstilformen, um 1900. | D-2-72-118-4 Wikidata   | weitere Bilder                             |
| Bahnhofstraße 43 (Standort)                                         | Lokschuppen                                                         | Eingeschossiger Satteldachbau, Zyklopenmauerwerk mit Eckquaderungen und Ziegeleinfassungen, um 1890; Bedienstetenwohnung, zweigeschossiger Satteldachbau in Verlängerung des Lokschuppens, Zyklopenmauerwerk mit Eckquaderungen und Ziegeleinfassungen, um 1890. | D-2-72-118-72 Wikidata  | BW                                         |
| Böhmerwaldstraße 10/12, gegenüber Waldkirchener Straße 8 (Standort) | Dreifaltigkeitskapelle                                              | Kleiner Walmdachbau über dreiseitigem Grundriss, mit Eckpilastern, 1735; mit Ausstattung. | D-2-72-118-14 Wikidata  | Dreifaltigkeitskapelle                     |
| Grafenauer Straße 27 (Standort)                                     | Ehemaliges Armenhaus                                                | Zweigeschossiger traufständiger Walmdachbau, mit Bruchsteinsockel, 1836. | D-2-72-118-5 Wikidata   | Ehemaliges Armenhaus                       |
| Kapellenweg 12; Waldvereinsweg 14 (Standort)                        | Katholische Friedhofskapelle St. Sebastian                          | Nachfolgebau der Pestkapelle von 1652, Saalbau mit Steildach und dreiseitig geschlossenem Chor, Giebelreiter mit Spitzhelm, mit Unterkirche, Bruchsteinmauerwerk, neugotisch, nach Westen Stufenanlage, Mittelpodest mit Zugang zur Unterkirche, bezeichnet mit „1883“; mit Ausstattung; Prunkgrabmal der Brauerei-Familie Lang, ädikulaartiger Epitaph auf Sockel, von Blendarkade überfangen, mit Granitpfostenumfriedung, Neurenaissance, 1893; Friedhofsmauer, Abschnitte im Osten, Norden und Süden, Bruchstein, wohl zweite Hälfte 19. Jahrhundert; Leichenhalle, eingeschossiger Walmdachbau, zweijochige Vorhalle mit Quergiebel nach Süden, neugotisch, wohl Anfang 20. Jahrhundert.                                                                                        | D-2-72-118-6 Wikidata   | Katholische Friedhofskapelle St. Sebastian |
| Kolpingstraße 1 (Standort)                                          | Ehemaliges Gasthaus                                                 | Zweigeschossiger Massivbau mit Mansardwalmdach, frühes 19. Jahrhundert, mit Überformungen im späten 19. Jahrhundert. | D-2-72-118-109          | Ehemaliges Gasthaus                        |
| Passauer Straße 7 (Standort)                                        | Wohnhaus                                                            | Zweigeschossiger traufständiger Krüppelwalmdachbau, Erdgeschoss massiv, Obergeschoss Blockbau mit Verschindelung, 18./19. Jahrhundert. | D-2-72-118-7 Wikidata   | weitere Bilder                             |
| Pfarrersteig 3 (Standort)                                           | Brauereikeller                                                      | Früher zugehörig zum Gasthof Passauer Hof, ehemalige Engel’sche Brauerei, ursprünglich Kommun-Brauerei, Gewölbe aus Bruchstein, Trennwände Mischmauerwerk, Wendeltreppe, Tür- und Torgewände Granit, Mitte 19. Jahrhundert. | D-2-72-118-69 Wikidata  | Brauereikeller                             |
| Schloßsteig 1 (Standort)                                            | Forstamt                                                            | Zweigeschossiger Satteldachbau mit Kniestock, Granitquadermauerwerk mit Ziegelgliederungen, 1855–57; Remise-/Stallgebäude, eineinhalbgeschossiger Satteldachbau, Granitquadermauerwerk mit Ziegelgliederungen, gleichzeitig. | D-2-72-118-71 Wikidata  | Forstamt                                   |
| Schulgasse 17 (Standort)                                            | Wohn- und Geschäftshaus                                             | Dreigeschossiger Flachsatteldachbau, Vorschussgiebel mit Anläufen, bezeichnet mit „1872“, im Kern wohl älter; Toreinfahrt, korbbogige Durchfahrt, Pfeiler aus Bruchsteinquadern, 19. Jahrhundert. | D-2-72-118-8 Wikidata   | weitere Bilder                             |
| Stadtplatz 12; Stadtplatz (Standort)                                | Katholische Stadtpfarrkirche Mariä Himmelfahrt                      | Saalkirche mit Satteldach und eingezogenem, fünfseitig geschlossenem Westchor, schlanker Ostturm mit Spitzhelm, neugotisch, 1874/77 von Joseph Tanera; mit Ausstattung; | D-2-72-118-11 Wikidata  | weitere Bilder                             |
| Stadtplatz 12; Stadtplatz (Standort)                                | Marienbrunnen                                                       | Kandelabersäule mit Brunnenschale, darüber Madonnenfigur, Gusseisen, gleichzeitig. | D-2-72-118-11 zugehörig | weitere Bilder                             |
| Stadtplatz 13 (Standort)                                            | Apotheke                                                            | Zweigeschossiger Satteldachbau mit Schweifgiebel, Rundbogenfenstern und Putzgliederung, 1815/16, Fassade 20. Jahrhundert; mit Ausstattung. | D-2-72-118-12 Wikidata  | weitere Bilder                             |
| Waldvereinsweg 50 (Standort)                                        | Kapelle, sogenannte Brücklmayr-Kapelle                              | Holzbau mit Verbretterung und Schopfwalmdach, Westturm mit Pyramidendach, 1904; mit Ausstattung. | D-2-72-118-16 Wikidata  | Kapelle, sogenannte Brücklmayr-Kapelle     |
| Wolfkerstraße 1 (Standort)                                          | Burg Wolfstein, fürstbischöflich-passauische Burg, seit 1982 Museum | Wohnturm, Dreiflügelanlage, Süd- und Ostflügel viergeschossig mit Walmdächern, Westflügel dreigeschossig, Südflügel mit Durchfahrt und Spitzbogentor, 1199–1204 und 1590; Nebengebäude, dreiflügelig mit Walmdächern, Nordflügel dreigeschossig, West- und Südflügel zweigeschossig, Westflügel mit offener Arkadenhalle, Ende 16./Anfang 17. Jahrhundert; Burgmauer, zwischen Südflügel des Nebengebäudes und Westflügel des Wohnturms, wohl 16. Jahrhundert; Innenhof, polygonal umschlossen, wohl 16. Jahrhundert; Bildstock, Pestsäule, gebauchte toskanische Säule, darüber Laterne mit Bildnische und Inschrift, Granit, bezeichnet mit „1747“; Steinkreuz, griechisches Kreuz mit abgefasten Kreuzarmen, Granit, wohl 16. Jahrhundert, 1964 am jetzigen Standort aufgestellt. | D-2-72-118-17 Wikidata  | weitere Bilder                             |
| Wolfkerstraße 3 (Standort)                                          | Heiligenhäuschen                                                    | Kleiner Walmdachbau mit beidseitigen Bildnischen, Mitte 18. Jahrhundert; mit Ausstattung. | D-2-72-118-21 Wikidata  | weitere Bilder                             |
| Wolfkerstraße 3, an der Auffahrt zur Burg (Standort)                | Wegkapelle                                                          | Kleiner Steildachbau mit Dachreiter, Bruchsteinquader, spätes 19. Jahrhundert. | D-2-72-118-18 Wikidata  | weitere Bilder                             |

### Ahornöd
| Lage                                                | Objekt                                                | Beschreibung | Akten-Nr.              | Bild           |
| --------------------------------------------------- | ----------------------------------------------------- | --- | ---------------------- | -------------- |
| Ahornöd 1 (Standort)                                | Dorfkapelle                                           | Steildachbau mit Dachreiter, dreiseitig geschlossen, mit Rundbogenfenstern, wohl zweite Hälfte 19. Jahrhundert; mit Ausstattung. | D-2-72-118-22 Wikidata | BW             |
| Ahornöd 28 (Standort)                               | Kraftwerksanlagen des ehemaligen Carbid-Werks Freyung | Kraftwerkshaus mit Werkstätte und Wärterwohnung, zweigliedriger ein- und zweigeschossiger Satteldachbau in Formen des späten Heimatstils, bezeichnet mit „1913“, von Fritz Kesselbauer; Wehranlage mit Leerschuss zur Überleitung des Reschbacharbeitswassers im offenen Betongerinne (1,2 Kilometer lang), 1901–04, verändert 1913/14 und später. | D-2-72-118-75 Wikidata | weitere Bilder |
| Ahornöd 29; Nähe Sperr; Saußbach; Ödholz (Standort) | Kraftwerksanlagen des ehemaligen Carbid-Werks Freyung | Turbinenhaus des Sausbachkraftwerks, gedrungener Satteldachbau mit angeschlepptem Werkstattanbau, Sockel und Eckstreben aus Granit, 1937–41 nach Plänen von Emanuel Ancot; Sperre, Einlaufbauwerk in die Freispiegelkaverne, Schwergewichtsbauwerk zur Vereinigung der Arbeitswässer von Reschbach und Saußbach mit Schützenanlagen und Leerschuss, 1900–04, baulich angepasst 1924/25 und später; ca. 1,3 Kilometer ostnordöstlich von Buchberg-Mühle. | D-2-72-118-76 Wikidata | weitere Bilder |
| Am Stausee 20 (Standort)                            | Kraftwerksanlage des ehemaligen Carbid-Werks Freyung  | Rechenhaus, ein- bzw. zweigeschossiger Pultdachbau in Hanglage, zum Teil sichtbares Bruchsteinmauerwerk, 1938–41 von Julius Maetz; Einlauf-Bauwerk und Grundablass des Saußbach-Stausees, Beton mit Bruchsteinverblendung, 1938–41 von Julius Maetz; Böschungsmauer, Bruchsteinmauerwerk, darüber Bruchsteinpfeiler mit Rohrgittern, 1938–41. | D-2-72-118-79 Wikidata | weitere Bilder |

### Aigenstadl
| Lage                                                 | Objekt                                                                   | Beschreibung | Akten-Nr.              | Bild                   |
| ---------------------------------------------------- | ------------------------------------------------------------------------ | --- | ---------------------- | ---------------------- |
| Aigenstadl 1; Buchbergmühle 5; Mühlwiesen (Standort) | Ehemaliges Carbid-Werk Freyung                                           | Turbinenhaus, Fabrikationshallen, Ofenhaus und Schlot, ein- und mehrgeschossige Gebäude mit Sattel-, Pult- und Krüppelwalmdächern, verschlämmte Ziegelbauten mit Granitsockeln und Lisenengliederungen, 1900–04 von Baumeister Max Stadler; im Inneren Turbinen mit liegenden und stehenden Wellen, 1901; Verwaltungs- und Empfangsgebäude, mehrgliedriger Baukörper mit vorgezogenem Satteldach auf Kopfbügen, in den Formen des späten Heimatstils, 1936 von den Zwickauer Architekten Tamm und Grohe; mit Ausstattung; an der Südwestseite lebensgroße Figur eines Bergarbeiters, gleichzeitig; ehemalige Wannenbadeanstalt, eingeschossiger Krüppelwalmdachbau mit Granitsockel und Fachwerkkniestock, Heimatstil, 1918 von Fritz Kesselbauer; Wasserschloss mit Schutzturm, nordöstlich oberhalb des ehemaligen Carbid-Werks Freyung, 1900–04 von Baumeister Max Stadler, nach Plänen von Alfred Wiede. Teilweise auf dem Gebiet der Gemeinde Hohenau gelegen. | D-2-72-118-73 Wikidata | weitere Bilder         |
| Aigenstadl 7 (Standort)                              | Kruzifix                                                                 | Mit Maria und Johannes, Holzfiguren farbig gefasst, wohl barock; bei Haus Nr. 7 anstelle einer ehemaligen Kapelle errichtet. | D-2-72-118-27 Wikidata | BW                     |
| Aigenstadl 8 (Standort)                              | Ehemalige Schulkapelle                                                   | Steildachbau mit eingezogenem, fünfseitig geschlossenem Chor und Dachreiter, Vorhalle mit Pultdach und Spitzbogenöffnung, 1928. | D-2-72-118-70 Wikidata | Ehemalige Schulkapelle |
| Aigenstadl 14 (Standort)                             | Waldlerhaus                                                              | Eingeschossiger Flachsatteldachbau mit Kniestock, Erdgeschoss massiv, darüber Blockbau, giebelseitig Balusterschrot, Anfang 18. Jahrhundert. | D-2-72-118-23 Wikidata | BW                     |
| Aigenstadl 54 (Standort)                             | Ehemaliges Werkmeisterdoppelwohnhaus des ehemaligen Carbid-Werks Freyung | Eineinhalbgeschossiger Satteldachbau mit Zwerchgiebeln, Bruchsteinsockel und Zierfachwerk, 1907/08 von Max Stadler; Schuppen, eingeschossiger Satteldachbau, Holzständerwerk mit Verbretterung, wohl gleichzeitig. | D-2-72-118-78 Wikidata | BW                     |
| Aigenstadl 55 (Standort)                             | Ehemalige Direktorenvilla des ehemaligen Carbid-Werks Freyung            | Eingeschossiger Mansardwalmdachbau, mit Zwerchhaus und polygonalem Vorbau nach Osten, Anfang 20. Jahrhundert. | D-2-72-118-24 Wikidata | BW                     |
| Aigenstadl 56 (Standort)                             | Ehemalige Direktorenvilla des ehemaligen Carbid-Werks Freyung            | Kubusartiger zweigeschossiger Walmdachbau über hohem Sockelgeschoss, mit überdachtem Treppenaufgang, 1916/17 von Fritz Kesselbauer. | D-2-72-118-77 Wikidata | BW                     |
| Stöß (Standort)                                      | Alfred-Wiede-Denkmal                                                     | Kubusartige Form mit Pyramidenabschluss, rustizierte Granitquader, Inschrifttafel Bronze, um 1925. | D-2-72-118-25 Wikidata | BW                     |

### Falkenbach
| Lage                     | Objekt                             | Beschreibung | Akten-Nr.              | Bild           |
| ------------------------ | ---------------------------------- | --- | ---------------------- | -------------- |
| Falkenbach 2 (Standort)  | Kleinhaus, ehemaliges Austragshaus | Eingeschossiger langgestreckter Flachsatteldachbau, südlicher Teil Blockbau, nördlicher Teil Bruchsteinmauerwerk, Anfang 19. Jahrhundert. | D-2-72-118-29 Wikidata | weitere Bilder |
| Falkenbach 19 (Standort) | Ortskapelle                        | Steildachbau mit Dachreiter, dreiseitig geschlossen, gefugtes Bruchsteinmauerwerk, 1949; mit älterer Ausstattung.                         | D-2-72-118-30 Wikidata | weitere Bilder |
| In Falkenbach (Standort) | Backhaus                           | Kleinbau mit Flachsatteldach, korbbogige Öffnung, Bruchsteinmauerwerk, wohl erste Hälfte 19. Jahrhundert.                                 | D-2-72-118-98          | BW             |
| In Falkenbach (Standort) | Backhaus                           | Kleinbau mit Flachsatteldach, korbbogige Öffnung, gefugtes Bruchsteinmauerwerk, erste Hälfte 19. Jahrhundert.                             | D-2-72-118-28 Wikidata | weitere Bilder |

### Geyersberg
| Lage                     | Objekt                   | Beschreibung | Akten-Nr.              | Bild           |
| ------------------------ | ------------------------ | --- | ---------------------- | -------------- |
| Geyersberg 9 (Standort)  | Kleinbauernhaus          | Eineinhalbgeschossiger Flachsatteldachbau, gefugtes Quader- und Bruchsteinmauerwerk, bezeichnet mit „1848“. | D-2-72-118-31 Wikidata | weitere Bilder |
| Geyersberg 13 (Standort) | Wohnhaus einer Hofanlage | Zweigeschossiger Flachsatteldachbau mit Kniestock, Quader- und Bruchsteinmauerwerk mit breiten Fugen, bezeichnet mit „1837“; Stall, zweigeschossiger Flachsatteldachbau, Erdgeschoss Bruchstein, Obergeschoss Holzbau mit Verbretterung, wohl erste Hälfte 19. Jahrhundert. | D-2-72-118-32 Wikidata | weitere Bilder |

### Grillaberg
| Lage                     | Objekt        | Beschreibung                                                                                         | Akten-Nr.              | Bild |
| ------------------------ | ------------- | --- | ---------------------- | ---- |
| Grillaberg 9 (Standort)  | Haus-Kruzifix | Holz, farbig gefasst, mit Arma Christi und Nebenfiguren, bäuerlicher Nazarenerstil, 19. Jahrhundert. | D-2-72-118-34 Wikidata | BW   |
| In Grillaberg (Standort) | Steinkreuz    | Griechisches Kreuz mit abgefasten Kreuzarmen, Granit, wohl 16. Jahrhundert.                          | D-2-72-118-35 Wikidata | BW   |

### Köppenreut
| Lage                    | Objekt                                    | Beschreibung | Akten-Nr.              | Bild |
| ----------------------- | ----------------------------------------- | --- | ---------------------- | ---- |
| Köppenreut 6 (Standort) | Wohnhaus eines geschlossenen Vierseithofs | Zweigeschossiger Flachsatteldachbau mit Putzgliederungen, mit bemalter Dachuntersicht und Zimmermannsinschrift, bezeichnet mit „1841“; Kruzifix mit Marienfigur, Holz, farbig gefasst, 18. Jahrhundert. | D-2-72-118-36 Wikidata | BW   |

### Kreuzberg
| Lage                                                                                 | Objekt                                                       | Beschreibung | Akten-Nr.              | Bild                       |
| ------------------------------------------------------------------------------------ | ------------------------------------------------------------ | --- | ---------------------- | -------------------------- |
| Hofäcker, südöstlich von Kreuzberg an der Abzweigung von der Staatsstraße (Standort) | Wegkreuz                                                     | Gusseisen, 19. Jahrhundert, älterer Steinsockel, ädikulaartige Form mit Reliefierung. | D-2-72-118-80 Wikidata | Wegkreuz                   |
| Hofäcker; St 2127; südöstlich von Kreuzberg an der Staatsstraße (Standort)           | Wegkreuz                                                     | Gusseisen, 19. Jahrhundert, gewölbter Steinsockel älter. | D-2-72-118-81 Wikidata | Wegkreuz                   |
| In den Wiegen, an Vater-unser-Kapelle (Standort)                                     | Wegkreuz                                                     | Gusseisen, 19. Jahrhundert, älterer Steinsockel, ädikulaartige Form mit Reliefierung. | D-2-72-118-45 Wikidata | Wegkreuz                   |
| Krammelfeld (Standort)                                                               | Bründlkapelle                                                | Steil aufragender Mansardwalmdachbau mit abgeschrägten Ecken, Portal bezeichnet mit „1509“ und „1744“, 1744 von Severin Goldberger neu errichtet; mit Ausstattung. | D-2-72-118-42 Wikidata | Bründlkapelle              |
| Kreuzberg 2 (Standort)                                                               | Hausfigur                                                    | Dreifaltigkeitsgruppe in segmentbogiger Nische, Holz, farbig gefasst, 18. Jahrhundert. | D-2-72-118-40 Wikidata | Hausfigur                  |
| Kreuzberg 91 (Standort)                                                              | Katholische Pfarrkirche St. Anna, ehemalige Wallfahrtskirche | Saalbau mit Satteldach und eingezogenem, fünfseitig geschlossenem Chor, Chor 1494, Langhaus 1603, Anbauten barock, Portale bezeichnet mit „1846“ und „1854“, Erneuerung nach Bränden 1819 und 1901, schlanker Westturm mit Spitzhelm, oberer Teil von 1903; mit Ausstattung; Kirchhofmauer, Bruchstein, 17./19. Jahrhundert. | D-2-72-118-37 Wikidata | weitere Bilder             |
| Kreuzberg 96 (Standort)                                                              | Ehemaliges Kaplanhaus                                        | Zweigeschossiger Satteldachbau mit Kniestock, Türgewände mit Oberlicht, Granit, bezeichnet mit „1752“, zweigeschossiger Anbau nach Norden mit Pultdach, 19. Jahrhundert. | D-2-72-118-41 Wikidata | Ehemaliges Kaplanhaus      |
| Kreuzberg 99 (Standort)                                                              | Ehemaliger Gasthof                                           | Zweigeschossiger langgestreckter Flachsatteldachbau mit Putzgliederungen, Portal bezeichnet mit „1824“; Hoftor, korbbogige Tordurchfahrt mit zwei Nebeneingängen, erste Hälfte 19. Jahrhundert. | D-2-72-118-39 Wikidata | Ehemaliger Gasthof         |
| Kreuzfeld (Standort)                                                                 | Feldkapelle (Kreuzkapelle)                                   | Kleiner Steildachbau über querrechteckigem Grundriss, 16. Jahrhundert; mit Ausstattung. | D-2-72-118-44 Wikidata | Feldkapelle (Kreuzkapelle) |
| Kreuzfeld, südlich von Kreuzberg am ehemaligen Goldenen Steig (Standort)             | Wegkreuz                                                     | Gusseisen, 19. Jahrhundert, älterer Steinsockel mit Reliefierung. | D-2-72-118-46 Wikidata | BW                         |
| Kreuzfeld, südlich von Kreuzberg am ehemaligen Goldenen Steig (Standort)             | Wegkreuz                                                     | Gusseisen, 19. Jahrhundert, gerundeter Steinsockel älter. | D-2-72-118-47 Wikidata | BW                         |
| Steinäcker (Standort)                                                                | Feldkapelle St. Vitus                                        | Halbrund geschlossener Satteldachbau, bezeichnet mit „1599“; mit Ausstattung. | D-2-72-118-43 Wikidata | Feldkapelle St. Vitus      |

### Leitenmühle
| Lage                                     | Objekt      | Beschreibung | Akten-Nr.              | Bild |
| ---------------------------------------- | ----------- | --- | ---------------------- | ---- |
| In Leitenmühle; Leitenmühle 1 (Standort) | Leitenmühle | Stattlicher zweigeschossiger Flachsatteldachbau, Bruchstein mit Ziegelergänzungen, verputzt, mit Blockbau-Kniestock, Portal bezeichnet mit „1803“, im Kern wohl älter, 2014 abgerissen; Nebengebäude, ehemaliges Gasthaus, zweigeschossiger Flachsatteldachbau, Portal mit Oberlicht, bezeichnet mit „1845“. | D-2-72-118-48 Wikidata | BW   |

### Linden
| Lage                 | Objekt      | Beschreibung | Akten-Nr.              | Bild |
| -------------------- | ----------- | --- | ---------------------- | ---- |
| In Linden (Standort) | Ortskapelle | Satteldachbau mit Dachreiter, dreiseitig geschlossen, Rundbogenportal mit Werksteingewände, 19. Jahrhundert; mit Ausstattung. | D-2-72-118-50 Wikidata | BW   |

### Oberndorf
| Lage                              | Objekt      | Beschreibung | Akten-Nr.              | Bild |
| --------------------------------- | ----------- | --- | ---------------------- | ---- |
| Hofäcker; Oberndorf 25 (Standort) | Wegkreuz    | Kruzifix, Dreinageltypus, gefasstes Holz, bezeichnet mit „1898“; zwischen zwei Buchen.                                          | D-2-72-118-107         | BW   |
| In Oberndorf (Standort)           | Ortskapelle | Massivbau mit Schopfwalmdach, unregelmäßig-vierseitigem Schluss und Rundbogenöffnungen, Mitte 19. Jahrhundert; mit Ausstattung. | D-2-72-118-52 Wikidata | BW   |
| Nähe Oberndorf (Standort)         | Bildstock   | Rundsäule mit viereckiger Laterne und Pyramidendach, 1736; im Inneren Holzfigur Christus in der Rast.                           | D-2-72-118-53 Wikidata | BW   |

### Ort
| Lage              | Objekt      | Beschreibung                                                                          | Akten-Nr.              | Bild |
| ----------------- | ----------- | ------------------------------------------------------------------------------------- | ---------------------- | ---- |
| Ort 18 (Standort) | Traidkasten | Zweigeschossiger Blockbau mit Flachsatteldach, Giebelschrot und Außentreppe, um 1800. | D-2-72-118-68 Wikidata | BW   |

### Perlesöd
| Lage                    | Objekt              | Beschreibung                                                                                  | Akten-Nr.              | Bild |
| ----------------------- | ------------------- | --------------------------------------------------------------------------------------------- | ---------------------- | ---- |
| In der Leite (Standort) | Bildstock           | Rechteckige Säule, darüber Laterne mit Bildfeld und Inschrift, Granit, bezeichnet mit „1849“. | D-2-72-118-105         | BW   |
| In Perlesöd (Standort)  | Kapellenausstattung | Historische Ausstattung mit Heiligenfiguren, wohl 19. Jahrhundert.                            | D-2-72-118-55 Wikidata | BW   |
| Perlesöd 13 (Standort)  | Nebenhaus           | Zweigeschossiger traufständiger Flachsatteldachbau, zum Teil Blockbau, 18./19. Jahrhundert.   | D-2-72-118-54 Wikidata | BW   |

### Promau
| Lage                | Objekt      | Beschreibung | Akten-Nr.              | Bild |
| ------------------- | ----------- | --- | ---------------------- | ---- |
| Promau 2 (Standort) | Vierseithof | Wohnhaus, eineinhalbgeschossiger Flachsatteldachbau, Erdgeschoss massiv, darüber Blockbau mit Brettbaluster-Giebelschrot, erstes Drittel 19. Jahrhundert, Portal bezeichnet mit „1880“; Ökonomiegebäude, zweigeschossiger Flachsatteldachbau, Erdgeschoss Bruchsteinmauerwerk, darüber Holzständerwerk mit Verbretterung, mit traufseitigem Schrot, wohl erstes Drittel 19. Jahrhundert; Ausnahmhaus, zweigeschossiger traufständiger Flachsatteldachbau mit Putzgliederungen, wohl erstes Drittel 19. Jahrhundert; Stadel, zweigeschossiger Satteldachbau, Holzständerwerk mit Verbretterung, wohl erstes Drittel 19. Jahrhundert; Hoftor, mit korbbogiger Durchfahrt und Nebeneingang, wohl erstes Drittel 19. Jahrhundert; Wassergrant, bezeichnet mit „1880“. | D-2-72-118-57 Wikidata | BW   |

### Reschmühle
| Lage                       | Objekt                                               | Beschreibung                                                                                   | Akten-Nr.              | Bild |
| -------------------------- | ---------------------------------------------------- | ---------------------------------------------------------------------------------------------- | ---------------------- | ---- |
| Nähe Reschmühle (Standort) | Kraftwerksanlage des ehemaligen Carbid-Werks Freyung | Stauwehr mit Damm, Einlaufbauwerk und Grundablass des Reschbachsees, 1912–14 von Alfred Wiede. | D-2-72-118-74 Wikidata | BW   |

### Speltenbach
| Lage                      | Objekt                            | Beschreibung | Akten-Nr.              | Bild |
| ------------------------- | --------------------------------- | --- | ---------------------- | ---- |
| Speltenbach 13 (Standort) | Ehemaliger Einzelhof, Waldlerhaus | Eineinhalbgeschossiger Flachsatteldachbau, Obergeschoss verschindelter Blockbau, Fenster mit Granitgewänden, bezeichnet mit „1879“. | D-2-72-118-60 Wikidata | BW   |

### Winkelbrunn
| Lage                        | Objekt                | Beschreibung | Akten-Nr.              | Bild |
| --------------------------- | --------------------- | --- | ---------------------- | ---- |
| Winkelbrunn 18 (Standort)   | Ehemaliges Bauernhaus | Zweigeschossiger traufständiger Flachsatteldachbau über abgetrepptem Grundriss, Blockbau, teilweise verbrettert, im Kern erste Hälfte 19. Jahrhundert.                                | D-2-72-118-62 Wikidata | BW   |
| Winkelbrunn 22 a (Standort) | Kapellenausstattung   | Historische Ausstattung mit Altar und Holzfiguren, Altar, klassizistisch, Anfang 19. Jahrhundert, Muttergottesfigur, wohl 16. Jahrhundert, Heiligenfiguren, wohl 18./19. Jahrhundert. | D-2-72-118-67 Wikidata | BW   |
| Winkelbrunn 25 (Standort)   | Kleines Waldlerhaus   | Eineinhalbgeschossiger traufständiger Flachsatteldachbau, Blockbau mit Giebelschrot, Mitte 18. Jahrhundert.                                                                           | D-2-72-118-64 Wikidata | BW   |
| Winkelbrunn 30 (Standort)   | Kleinbauernhaus       | Eineinhalbgeschossiger Flachsatteldachbau, zum Teil Blockbau, mit Giebelschrot, wohl 19. Jahrhundert                                                                                  | D-2-72-118-66 Wikidata | BW   |

## Ehemalige Baudenkmäler
In diesem Abschnitt sind Objekte aufgeführt, die früher einmal in der Denkmalliste eingetragen waren, jetzt aber nicht mehr. Objekte, die in anderem Zusammenhang also z. B. als Teil eines Baudenkmals weiter eingetragen sind, sollen hier nicht aufgeführt werden. Aktennummern in diesem Abschnitt sind ehemalige, jetzt nicht mehr gültige Aktennummern.

| Lage                                                                           | Objekt                                          | Beschreibung | Akten-Nr.              | Bild                |
| ------------------------------------------------------------------------------ | ----------------------------------------------- | --- | ---------------------- | ------------------- |
| Freyung Am südwestlichen Beginn des ehemaligen Fürstbischöflichen Bannwalds () | Feldkreuz                                       | Bezeichnet mit „1943“, Kruzifix 19. Jahrhundert. | D-2-72-118-19 Wikidata |                     |
| Freyung An der Pulvermühle, nun Burg Wolfstein (Standort)                      | Pestkreuz                                       | Aus Granit, 17. Jahrhundert, jetziger Standort: Burg Wolfstein, D-2-72-118-17 | D-2-72-118-20          | BW                  |
| Freyung Stadtplatz 7 (Standort)                                                | Steinerner Türsturz                             | Bezeichnet mit „1836“. | D-2-72-118-10 Wikidata | Steinerner Türsturz |
| Freyung Stadtplatz 21 (Standort)                                               | Steinerner Türsturz                             | Bezeichnet mit „1853“. | D-2-72-118-13 Wikidata | Steinerner Türsturz |
| Aigenstadl Südöstlich des Ortes (Standort)                                     | Brechelhütte mit Außenfeuerung                  | Wohl Anfang 19. Jahrhundert. | D-2-72-118-26 Wikidata | BW                  |
| Kreuzberg Teilabschnitt in Freyung-Kreuzberg (Standort)                        | Goldener Steig                                  | Mittelalterlicher Handelsweg von Passau über die Landesgrenze nach Böhmen, mit drei Hauptrouten nach Prachatitz (ab 11. Jahrhundert), Winterberg (ab 13./14. Jahrhundert) und Bergreichenstein (ab zweite Hälfte 14. Jahrhundert). Erhalten gebliebene Streckenabschnitte, Säumerrastorte, Mautplätze, Grenzsiedlungen, Wegzeichen und Steigdenkmale siehe unter den Gemeindebereichen Freyung, Grafenau, Grainet, Haidmühle, Hinterschmiding, Mauth, Perlesreut, Philippsreut, Röhrnbach, St. Oswald-Riedlhütte, Schönanger und Waldkirchen; vergleiche auch Landkreis Passau. | D-2-72-118-1 Wikidata  | BW                  |
| Kreuzberg 4 (Standort)                                                         | Ehemaliges Viehwaaghaus                         | Erdgeschossiger Wohnstallbau mit Flachsatteldach und breiter Flez, Türsturz bezeichnet mit „1825“, Erneuerungen 1983. | D-2-72-118-38 Wikidata | BW                  |
| Leitenmühle (Standort)                                                         | Bildstock am Saußbach                           | Bezeichnet mit „1700“. | D-2-72-118-49 Wikidata | BW                  |
| Neureut 13 (Standort)                                                          | Wohnhaus eines Vierseithofs                     | Quader-Putzbau mit Flachdach, bezeichnet mit „1856“; Hoftor, bezeichnet mit „1870“. | D-2-72-118-51 Wikidata | BW                  |
| Solla 4a (Standort)                                                            | Kleine Holzkapelle                              | Ende 19. Jahrhundert; mit Ausstattung. | D-2-72-118-58 Wikidata | BW                  |
| Speltenbach Westlich an der Hauptstraße ()                                     | Steinsäule mit Laterne und eingeritzten Kreuzen | 16. Jahrhundert. | D-2-72-118-61 Wikidata |                     |
| Speltenbach 7 (Standort)                                                       | Traidkasten                                     | Zugehöriger geständerter bzw. abgemauerter Traidkasten, erstes Viertel 19. Jahrhundert. | D-2-72-118-59 Wikidata | BW                  |
| Winkelbrunn 23 (Standort)                                                      | Waldlerhaus                                     | Blockbau-Kniestock und -Giebel über Bruchsteinmauer, Giebelschrot, Anfang 19. Jahrhundert. | D-2-72-118-63 Wikidata | BW                  |
| Winkelbrunn 27 (Standort)                                                      | Nebenhaus                                       | Blockbau, teilweise verschalt, im Kern Ende 18. Jahrhundert, Dach später. | D-2-72-118-65 Wikidata | BW                  |